# Sandspruit (Buffalo)
El 'Sandspruit és un rierol que flueix al nord-oest de KwaZulu-Natal, Sud-àfrica. El rierol desemboca a l'oest del riu Blood, al riu Buffalo que més tard s'uneix al riu Tugela.